# Marcello Motto
Marcello Motto, né le 10 mars 1936, à Casale Monferrato, en Italie, est un ancien joueur italien de basket-ball. 